# Архаична Гърция
Архаичният период от историята на Древна Гърция започва след гръцките тъмни векове, някъде от 9 век пр.н.е./8 век пр.н.е. – и продължава до персийската инвазия и началото на гръко-персийските войни. Периодът започва с увеличаване на населението и окончателно се налага полисната система въз основа на синойкизма. За древногръцките градове през архаичния период е характерна двойствената форма на собственост – общополисна и частна, както и двойственият статут на местни жители и чужденци – метеките в Древна Атина и периеките в Спарта. Последните са свободни юридически, но без политически и граждански права.
През Архаичния период започва развитието на политически и икономически отношения, военното дело и културата. Въз основа на финикийската писменост е създадена гръцката азбука, съставени са първите епоси, развиват се строителството, архитектурата и скулптурата. Формират се въоръжени сили от пехотинци хоплити. В Древна Атина са създадени основните институции на демокрацията, развити след това през класическия период. В Древна Спарта законодателят Ликург провежда своите реформи, насочени към военизирана организация на обществения живот. Спарта подчинява Месения, а покореното население превръща в илоти. Основан е Пелопонеският съюз, доминиран от Спарта, която в края на 6 век пр.н.е. става най-силният гръцки полис. Освен тях на континента Месения и Антична Тесалия се развиват консервативно и предимно аграрно, а Аркадия, Елида, Етолия и Акарнания развиват само скотовъдство, запазвайки селския бит и патриархалните родово-племенни отношения чак до римско време.  От друга страна, между малоазийските древногръцки полиси и Древния Изток има търговски и духовен обмен, спомагащ за ускореното развитие на древногръцката цивилизация и култура.
През Архаичния период започва Великата гръцка колонизация.
В областта на културата периодът завършва с подновяването на тесните връзки с Изтока и интелектуална революция, възвестила класическия период.

## Социално развитие
Във всяка общност са много силни родовите връзки, като най-големите групирания са по племена или фили. Често това отразява древното деление на гръцкия народ отпреди идването му в егейския басейн; така например в дорийските градове често се срещат трите дорийски фили с техните традиционни имена: хилеи, димани и памфили. Понякога се срещат имената и на други фили, които първоначално били недорийско население; така било например в Сикион, където имало четвърта фила, айгиалеи. Йонийските държави са съставени от четири фили – гелеонти, аргадеи, айгикореи и хоплети, а понякога, както в Милет – и други. В Древна Атина в края на 6 век пр.н.е. Клистен разширява наследственото гражданство, основано на принадлежност към четирите фили, на десет племена, свързани не само с жителството, но и с потеклото. По същия начин постъпват и други реформатори: когато в Кирена към средата на VI век пр.н.е. бил повикан Демонакс от Мантинея, той заменил дорийските фили, съществуващи още от създаването на колонията, с три нови фили.
По-малките групирания са във фратрии (братства), свързани от общ култ, геноси – фамилни родове, свързани с кръвна връзка, и домакинствата (ойкос). Съществуването на тези групирания е доказано от ролята им в контрола на гражданството и собствеността. Не е изяснено обаче колко са стари, тъй като Омир не използва същата терминология. Според него всяка обособена общност имала монархическо управление – потомствен владетел, подпомаган в управлението от главите на геносите и фратриите. Известни са имената на някои управляващи аристократични родове – в Древен Коринт властва кланът Бакхиади, наброявал най-много няколкостотин души. В Древна Атина съществува съсловието на Евпатридите – хора от добро потекло или аристократи (възможно е да са били в кръвно родство, но не е сигурно).
Икономическата власт се намирала в ръцете на едрите собственици на земя, които можели да си позволят да поддържат коне за бойните колесници и добро въоръжение. Поземлената аристокрация често свеждала монарха до положението на пръв между равни; царската функция била само титла, една от много магистратури, предимно с религиозен характер. Но заедно с това икономическите устои на този социален ред се променяли. Изглежда наследяването се е свеждало до равна подялба между преките наследници и затова когато собственикът на един парцел земя имал повече от един син, имуществото се раздробявало при смъртта му на части, които при всяко следващо поколение ставали все по-малки; много скоро собствениците изпадали в мизерно положение и обедняването ги заставяло или да задлъжнеят, или да постъпят на служба у някой богаташ, който се рано или късно слагал ръка на малкото им стопанство. Оттук и общата тенденция към съсредоточаване на земите в ръцете на неколцина привилегировани, докато все по-нарастваща маса от населението трябвало да се труди при тежки условия, като рискувала да загуби икономическата си независимост, та дори, поради задлъжняване и заробване за дългове, и самата си свобода. Неравното разпределение на поземлената собственост, предизвиква социална криза и масово изселване, довело до създаването на гръцки колонии.
Хезиод описва един случай на подобна социална криза, който се отнася за Беотия в края на 8 век пр.н.е. в Дела и дни – съдбата на дребен земеделец.
Също Хезиод описва и властта (понякога подтисническа), упражнявана от василевс (basileus). Думата се превежда обичайно като цар и се смята за наследена от времената на монархията. В Атинската правна система се среща архонт василевс (archon basileus) Съществува и хипотеза, че архаичните василевси не са били царе, а по-скоро наследствени аристократи.

## Политическо развитие

### Полиси
Полисът е съвкупността на всички градски и селски области около един център и възниква като общност на свободните му жители. В полиса влизат земите, рудниците, каменоломните и други. Тази политическа и социална единица е център на стопанския живот в процеса на синойкизъм – съжителство с цел обединение срещу враждебни съседи. Според тогавашните представи всички граждани на един полис произхождат от един и същи прародител и считат, че са свързани помежду си с кръвно родство. Всеки полис има свое божество-покровител, но боговете са общи и имат светилища на различни места. Чрез общата религия, общия език и писменост постепенно започва да се оформя единно елинско самосъзнание.
Политическата самостоятелност и независимостта от другите общини са главна характерна черта на полиса. Икономическа основа е трудът на робите. Развити са два вида собственост: частна — на робовладелците, и общополисна – на всички граждани. Полисът е независима единица, разположена на ограничена територия. Управлението на полиса се нарича политика.

### Колонизация
В Архаична Гърция се слага началото на великата гръцка колонизация, чиито политико-икономически причини се коренят в демографския полисен проблем, определен от релефа и агро-метеорологическите условия в Древна Гърция. Малкото и неплодородна земя в континенталната част, при бързото нарастване на населението в полисите водят до свръхпопулация и своеобразен глад за земя. Ниското производствено-техническо равнище на селското стопанство по това време предполага решение на въпроса единствено по екстензивен път. Други фактори, предопределили колонизацията през архаичния период, са сушата и епидемиите.

### Поява на тирания
Нарастването на търговията по море и контактите с по-богатите азиатски цивилизации води до промени в обществената организация на гърците към 8 век пр.н.е. По това време Персия осъществява първите нападения срещу Гърция и аристократичната прослойка в полисите научава за наличието на наистина големи богатства. Макар богатството тогава да има съвсем друго изражение поради простия факт, че няма пари във вид на монети – те се появяват малко по-късно (разкопки на основите на храма на Артемида в Ефес фиксират точната дата някъде около 600 г. пр.н.е.) – злато и сребро могат да се събират под формата на предмети или слитъци. Познаването на благородните метали в качеството им на ценности личи от изпращането на такива дарове в светилищата, както и от две поеми на Солон.
Първото място на промени е Древен Коринт. Благоприятното му географско положение е източник на богатство за управляващия аристократичен род на Бакхиадите – управлявали почти цял век като олигарси, като всяка година избирали нов владетел от своите среди, т.нар. притан („Prytanis“). Другите родове обаче са недоволни от съществуващото положение и закономерно на власт около 650 г. пр.н.е. идва Кипсел – първият тиран. През 4 в пр.н.е. Аристотел пише, че тиранията се появява тогава, когато има вътрешно несъгласие между олигарсите и това обяснява добре случая в Коринт.
Съвременните учени търсят и други причини за успеха на Кипсел, извън недоволството от съществуващата власт. Едно от вероятните обяснения е от военен характер – че моделът на водене на война се променя около 7 век пр.н.е., когато редом с полисите се появяват хоплитите и колективното бойно формирование фаланга, заменили индивидуалните двубои. Веднага трябва да се подчертае, че няма солидни доказателства в подкрепа на тази съвременна „теория на хоплитите“. Според нея промените в начина на воденето на война способстват за утвърждаването на тиранията, защото извеждат на преден план значението на колектива.
Древните автори не правят такава връзка. Тукидид обяснява тиранията с икономически фактори. Аристотел признава, че разширяването на военната база на държавата е свързано с разширяване на политическите правомощия, но не споменава изрично тиранията. На друго място той я обяснява с разцепление в олигархията или с позоваване на водачи – демагози, които ако са едновременно и генерали, лесно могат да се превърнат в тирани (визирайки на първо място Дионисий I Стари, тиран на Сиракуза).
Друг ранен тиран е Фидон от Аргос, който често се два като пример за връзката между военния фактор и тиранията. За съжаление има разминавания за точното време на царуването му – Павзаний посочва 8 век пр.н.е., докато Херодот – 6 век. Съвременните учени го слагат през 7 век и го асоциират със забележителната победа на аргосци над Древна Спарта през 669 г. пр.н.е. Най-известен тиран е Пизистрат, управлявал Древна Атина през 6 век пр.н.е.

## Култура
Обикновено 9 и 8 век пр.н.е. се наричат геометрична епоха поради оригиналния характер на керамиката от това време. Те са последвани от ориентализиращия период през 8 – 7 век пр.н.е., наречен така поради силното влияние на Изтока . Търговията с източните пазари, отначало с посредничеството на финикийците, а по-късно директно, разпространява из целия гръцки свят произведенията на източните майстори: златарски изделия, тъкани, слонова кост, бронзови предмети. Влиянието от Азия се отразява силно на нравите, мисълта и изкуството. Източната мода на дълги, богато украсени дрехи, разкошни накити, парфюми, скъпи предмети, изнеженост и лукс във всекидневния живот проникват отначало в йонийските гръцки градове, а и в богатите колонии на Запад, търгуващи с Изтока. Религиозните вярвания и митове получават нов облик по подражание на източните традиции: Ефеската Артемида, Афродита от Пафос, Аполон от Дидима имат немалко черти на азиатски божества. Чудовищата, които митологията охотно възприема – сфинкс или грифон, Горгона или Химера, Сирена или Пегас, произхождат или са заимствани от азиатския фолклор. Декоративното изкуство както в златарството, така и в керамиката възпроизвежда източни мотиви, които особено чрез тъканите се разпространяват из цяла Гърция: фризовете от непрекъснато повтарящи се животни, като че ли отпечатани с цилиндрите-печати, които гравирали художниците от Близкия изток, са съществен елемент от украсата на красивите ориентализиращи вази на родоската и коринтската керамика. Дори в музиката малоазийският принос е значителен: гърците му дължат двата основни лада – фригийския и лидийския.
В началото на 6 век пр.н.е. в Йония се появяват първите мислители в областите, която днес наричаме наука и философия. С имената на Талес от Милет и Питагор от Самос – живели съответно в началото и втората половина на века – са свързани първите теоретични размисли в областта на математиката и астрономията. Други милетчани, като Анаксимандър и Анаксимен също размишляват върху природата и нейната същност. В края на века Ксенофан от Колофон развива в стихове теория за единния безличен бог, като критикува политеизма и придаването на човешки образ на боговете. Парменид от Елея, чийто ученик е Зенон, и Емпедокъл от Агригент по това време също употребяват поетична форма за да изложат схващанията си за битието. Техният съвременник Хераклит от Ефес провъзгласява, че всичко е непрекъсната борба, движение и развитие.